# Dissanthelium pygmaeum
Dissanthelium pygmaeum là một loài thực vật có hoa trong họ Hòa thảo. Loài này được Swallen & Tovar mô tả khoa học đầu tiên năm 1965.